# Angélica Lopes
Angélica Lopes (Rio de Janeiro, ?) é uma escritora, roteirista e jornalista brasileira.

## Roteirista
Como roterista colaborou nas telenovelas Tocaia Grande, Brida e Mandacaru na Rede Manchete e Deus Salve o Rei na Rede Globo. Trabalhou nos humorísticos Zorra Total, Tá No Ar, Escolinha do Professor Raimundo e nas séries SOS Emergência e A Cara do Pai. Também foi roteirista-responsável pelo núcleo de interprogramas do Canal Futura. No cinema, assinou longas como Até que a sorte nos separe, Uma loucura de mulher, Divórcio e Eu Sou Mais Eu.

## Escritora
Tem mais de 20 livros publicados, a maioria para o público infantojuvenil, dentre eles os romances juvenis premiados Manoo Tattoo e 74 Dias para o Fim. Em 2022, lançou o romance adulto histórico A Maldição das Flores.

### Livros

#### Romance Histórico
- A Maldição das Flores

#### Juvenis
- 74 Dias para o Fim
- Manoo Tattoo
- Ficadas e Ficantes
- Micos de Micaela
- Vida de Modelo
- Conspiração Astral
- Missão Amizade
- Fotos Secretas
- Missão Viagem
- Plano B
- Missão Namoro

#### Infantis
- Nos Olhos de Quem Vê[9]
- Dicionário de Criancês
- A Coitadinha
- Coração de Bicho
- Sr. Avesso
- Mundo de Ivy

#### Adulto/Humor
- Senhora, A Bruxa
- Essas mulheres são umas gatas